# دوري موري
دوري موري (بالإنجليزية: Dorie Murrey)‏ مواليد 7 سبتمبر 1943، هو لاعب كرة سلة أمريكي معتزل. بدأ مسيرته الاحترافية في سنة 1966. تم اختياره من قبل فريق ديترويت بيستونز خلال الدرافت. يبلغ طوله 6 قدم 8 بوصة (2.0 م). اعتزل اللعب في 1972. أحرز خلال مسيرته في الإن بي إيه 1683 نقطة بمعدل 4.7 نقاط في المباراة الواحدة.

## المسيرة الاحترافية
لعب مع ديترويت بيستونز في موسم 1966–1967، ثم لعب مع سياتل سوبرسونيكس من سنة 1967 إلى 1970، ثم لعب مع بورتلاند ترايل بلايزرز في سنة 1970، ثم لعب مع واشنطن ويزاردز من سنة 1970 إلى 1972.

## روابط خارجية
- دوري موري على موقع إن بي أي (الإنجليزية)
- دوري موري على موقع سبورتس رفرنس (الإنجليزية)
- دوري موري على موقع كلية كرة السلة في سبورتس رفرنس.كوم (الإنجليزية)
- دوري موري على موقع ريلجم (الإنجليزية)
- دوري موري على موقع بروبوليرز (الإنجليزية)